# 州立农业
州立农业保险（State Farm Insurance）是一家美国相互保險集团，总部位于伊利诺伊州布卢明顿，成立于1922年。它是美国最大的财产、意外和汽车保险提供商。
州立农业在2022年财富美国500强中排名第42位。

## 历史
州立农业保险由伊利诺伊州退休农民乔治·J·梅切尔创立于1922年6月，是一家由投保人拥有的互助汽车保险公司。该公司起初专为农民提供汽车保险，保费较来自城市的竞争对手低廉。后来，州立农业将服务扩展到房屋保险和人寿保险等其他类型保险，然后扩张到银行和金融服务领域。
2014年，州立农业把加拿大业务出售给加鼎集团。

## 标志
州立农业的红色三椭圆标志设计于1940年代中后期，并于1953年更新，代表该公司的三大核心业务：汽车、人寿和火灾保险。标志在2012年进行简化，去除了椭圆形中间的文字和相连部分。